# Kapelle Anderten
Koordinaten: 52° 44′ 21,5″ N, 9° 19′ 25,3″ O

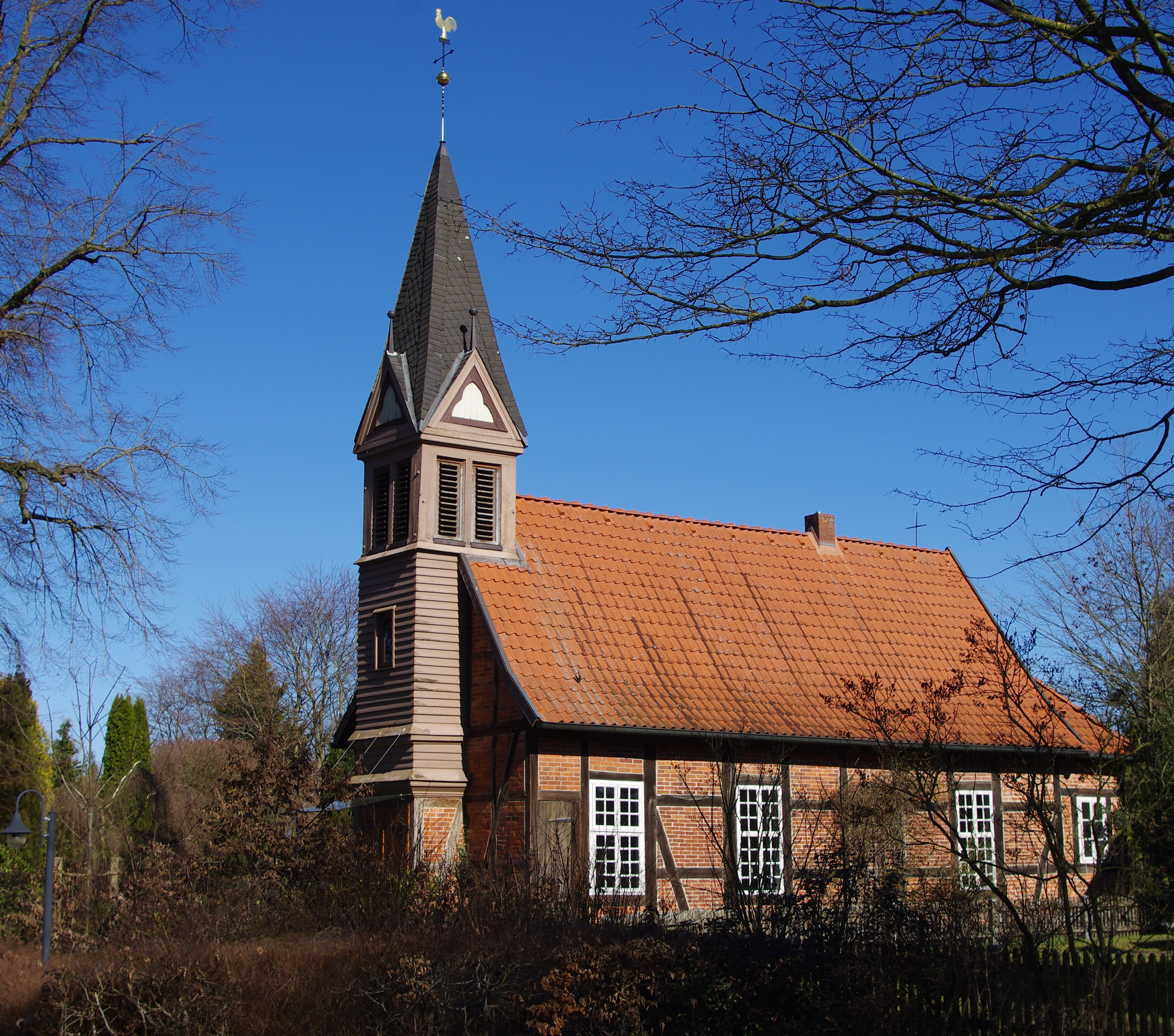
Kapelle Anderten

Die Kapelle Anderten ist eine 1852 bis 1854 errichtete und um 1900 erweiterte Kapelle in Anderten, einer Ortschaft in der niedersächsischen Gemeinde Heemsen, Landkreis Nienburg/Weser.

## Geschichte
Anderten ist ein seit 1230 bekanntes Dorf von Kleinbauern und später auch Moorarbeitern. Eine Kapelle mag schon früh, auch vor der Reformation schon, bestanden haben. Sicher belegt ist sie jedoch erst ab Ende des 16. Jahrhunderts.
Die Kapelle gehörte bis 1904 zum Kirchspiel Eystrup. Seit dieser Zeit zum Kirchspiel Heemsen.
1852 musste die alte Kapelle wegen Baufälligkeit abgebrochen werden und es entstand in deren Nähe ein Fachwerkbau ohne Turm aber mit freistehendem Glockenstuhl. Da die Bevölkerung im späten 19. Jahrhundert anwuchs und sich Baumängel zeigten, wurde in der zweiten Hälfte in der Kapellengemeinde ein Neubau diskutiert, für den aber keine Mittel zur Verfügung standen. Ein erster Entwurf des Architekten Wegner wurde abgelehnt. Mit der Genehmigung des Konsistoriums Hannover (heute: Landeskirche Hannover) wurde aber der Turm und die Apsis nach den Entwürfen von Conrad Wilhelm Hase realisiert. Der Glockenstuhl wurde mit Errichtung des Turms beseitigt.
2001 erfolgte eine Sanierung des Gebäudes.

## Gebäudebeschreibung
Das kleine Fachwerkgebäude mit Sprossenfenstern unter einem Satteldach wurde Mitte des 19. Jahrhunderts errichtet. Der Ende des 19. Jahrhunderts angebaute Westturm zeigt einen Helm mit Seitengiebeln. Die schlichte Ausstattung im Inneren verfügt über einen neogotischen Altaraufsatz von 1886 und einem Kronleuchter von 1908. Die Kapelle steht nicht unter Denkmalschutz.

## Friedhof

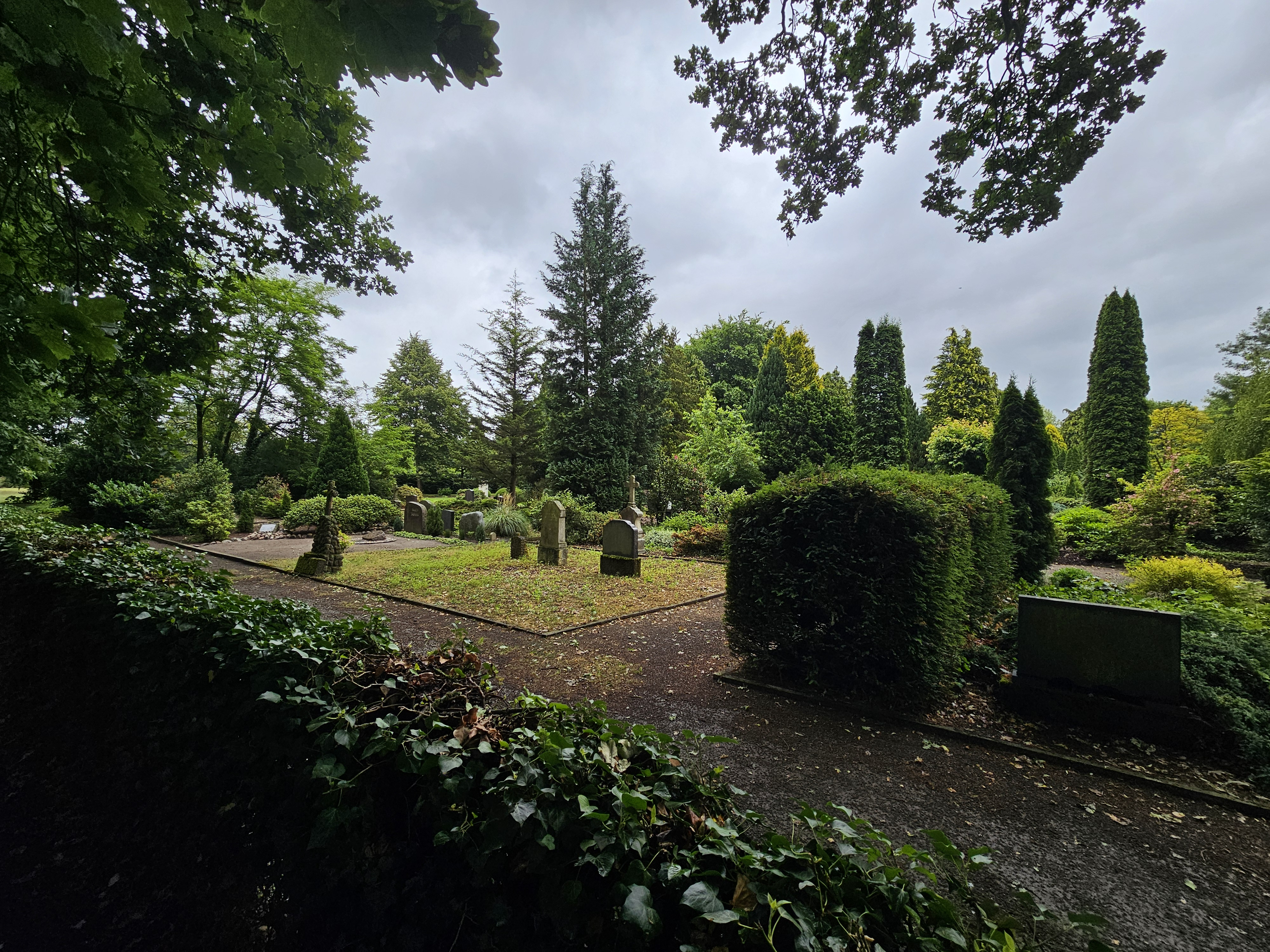
Friedhof der Kapellengemeinde Anderten

Nördlich an das Kapellengebäude anschließend befindet sich der Friedhof, der 1864 angelegt wurde.